# سخاماوات
السخاماوات أو الدخانيات أو القاتمات (الاسم العلمي: Capnodiales)، رتبة فطور من الفطريات الزقية. تضم تسعة فصائل.